# Типология порядка слов
Типология порядка слов (в предложении) — один из методов типологической классификации языков, учитывающий базовый порядок слов в предложении: подлежащего (англ. subject), сказуемого (англ. verb) и прямого дополнения (англ. object). Термины «подлежащее» (англ. subject) и «прямое дополнение» (англ. object) в данном случае используются не строго, но для обозначения агентивного и пациентивного участников ситуации. Современное состояние типологии базового порядка слов представлено во Всемирном атласе языковых структур, см. карту WALS 81А.
Начало современному изучению типологии базового порядка составляющих в языках мира было положено во второй половине XX века американским лингвистом Джозефом Гринбергом. Гринберг выделил шесть базовых порядков составляющих в предложении — SOV, SVO, VSO, VOS, OVS, OSV — и установил некоторые импликативные отношения между этим и другими порядками, например, с вероятностью, большей, чем случайная, можно ожидать, что в языках с доминирующим порядком VSO зависимое прилагательное стоит после существительного. В современной лингвистике базовый порядок слов в предложении не считается достаточным для типологической классификации порядка слов в языках мира и определяющим все частные порядки, такие как порядок расположения адлогов и именных групп и др.

## Определение базового порядка составляющих
Определение базового порядка составляющих требует ответа на некоторые вопросы. Во-первых, необходимо понимать, какой порядок составляющих следует считать базовым для того или иного языка. Так, один из ведущих специалистов по типологии порядка слов и редактор Всемирного атласа языковых структур Мэтью Драйер использует для определения базового порядка два критерия: прагматическую (а также фонетическую, морфологическую и синтаксическую) нейтральность и частотность в корпусах текстов. Притом далеко не все языки допускают только один, жёсткий, вариант порядка — во многих языках грамматичными, хоть и не всегда нейтральными, могут быть несколько, как, например, в русском (русский относится к языкам SVO):
| (1) | Кошка пьёт молоко. (SVO) |
|     | Кошка молоко пьёт. (SOV) |
|     | Пьёт молоко кошка. (VOS) |
|     | Пьёт кошка молоко. (VSO) |
|     | Молоко пьёт кошка. (OVS) |
|     | Молоко кошка пьёт. (OSV) |

Во-вторых, базовый порядок составляющих должен определяться на материале массива особым образом отобранных предложений. Эти предложения должны быть синтаксически независимыми (а не придаточными), декларативными (повествовательными) и содержащими полные аргументные именные группы (а не местоимения, при которых порядок может отличаться). Кроме того, отдается предпочтение неаналитическим (то есть не состоящим из смыслового и вспомогательного глагола, как, например, составные формы будущего времени в русском языке — «будет делать») формам глагола; если это невозможно, положение определяется по смысловому глаголу (см. случай немецкого языка). Драйер приводит пример такого предложения:
| (2) | [The dog] | chased       | [the cat]. |
|     | Собака    | преследовала | кошку.     |
|     | S         | V            | O          |

Предложение в (2) является повествовательным, а не, например, вопросительным, синтаксически независимым, так как нет клаузы, от которой оно бы зависело, а также содержит полные аргументные именные группы the dog (рус. «собака») и the cat (рус. «кошка»). На основе подобных предложений определяется базовый порядок составляющих (базовый порядок в английском языке — SVO). Когда в вышеприведенных условиях не обнаруживается явных предпочтений, язык рассматривается как имеющий свободный порядок членов предложения. Такая методика часто подвергается сомнению, поскольку представляется весьма ненадежным определение базового порядка составляющих в языке на основании анализа одного типа клауз из всех имеющихся в языке синтаксических средств.

## Языки по порядку

### Языки с базовым порядком SOV
Среди естественных языков SOV является наиболее популярным типом: по данным WALS, к этому типу относится 565 языков из 1377 рассмотренных, то есть более 40 % языков. Языки SOV засвидетельствованы во всех ареалах Земного шара, наименьшая концентрация наблюдается в Европе, где, по данным карты, они представлены лужицкими языками, турецким, баскским, карачаево-балкарским, башкирским, татарским, крымскотатарским, караимским, крымчакским, кумыкским и урумским языками. К языкам SOV также относятся айнский язык (Япония), арчинский язык (Дагестан), ительменский язык (Камчатский край), корейский язык (Корея), сомалийский язык (Великое Сомали), тибетский язык (Тибет), хинди (Индия), хопи (США), японский язык (Япония), казахский язык (Казахстан) и мн. др.

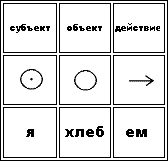
(SOV)

Например, в японском языке:
| (3) | 私は                   | 箱を    | 開けました。 |
|     | ватаси ва              | хако о  | акэмасита    |
|     | я                      | коробка | открыть      |
|     | S                      | O       | V            |
|     | 'Я открыл(а) коробку'. |         |              |

### Языки с базовым порядком SVO
Из 1377 языков, включенных на данный момент в карту Всемирного атласа языковых структур под номером 81А, порядок SVO наблюдается в 488 языках. В совокупности на языки с субъектом в первой позиции приходится более 75 % от общего числа языков (1053 из 1377). По данным WALS, языки SVO доминируют в Европе, наименьшая концентрация отмечается в Северной Америке и северной части Азии. К языкам SVO принадлежат почти все индоевропейские языки (включая германские, романские и славянские), ижорский, вьетнамский, гуарани (Южная Америка), индонезийский, йоруба (Нигерия), ротума (Фиджи), суахили (Африка), финский, хауса, яванский и др. 
 Например, в севернокитайском:
| (4) | 张                     | 收到了     | 一封    | 信。   |
|     | Zhāng                  | shōudào-le | yi-fēng | xìn.   |
|     | Чжан                   | получил    | один    | письмо |
|     | S                      | V          | O       |        |
|     | 'Чжан получил письмо'. |            |         |        |

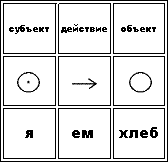
(SVO)

SVO является самым распространённым порядком слов в креольских языках, что может указывать на его «естественность» в человеческой психологии. Возможно, в его популярности сыграла роль «физическая метафора». Например, при бросании предмета внимание естественным образом переходит от бросающего (подлежащее) к пути летящего объекта (сказуемое) и затем к цели (дополнение).

### Языки с базовым порядком VSO

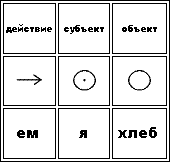
(VSO)

Порядок VSO наблюдается в 95 языках; языки VSO и VOS в этой выборке составляют меньшинство по сравнению с языками SVO и SOV. По данным атласа, языки VSO представлены везде, за исключением континентальной части Евразии и Австралии.
Среди европейских языков порядок VSO отмечают только в кельтских языках (ирландском, валлийском, шотландском). Кроме того, примерами таких языков могут служить кабильский язык (Северная Африка), масайский язык (Восточная Африка), шомпенский язык (Малайский архипелаг), гавайский язык (Океания), чатино (Мезоамерика) и другие. Например, в литературном арабском языке:
| (5) | yaqraʼu                 | l-mudarrisu | l-kitāba |
|     | читает                  | учитель     | книгу    |
|     | V                       | S           | O        |
|     | 'Учитель читает книгу'. |             |          |

### Языки с базовым порядком VOS

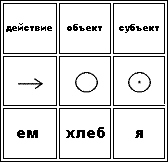
(VOS)

В выборке карты WALS 81A представлено 25 языков с базовым порядком VOS, которые встречаются в Океании и Америке, а также на Мадагаскаре и на Малайском архипелаге.
Примерами языков VOS могут служить язык вари (Южная Америка), язык тоба (Суматра), язык кирибати (Микронезия). Например, в ниасском языке (Индонезия, остров Ниас):
| (6) | man-uri              | zawi | Vasui |
|     | держит               | скот | Фасуи |
|     | V                    | O    | S     |
|     | 'Фасуи держит скот'. |      |       |

### Языки с базовым порядком OVS

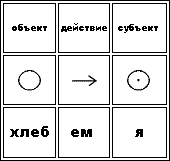
(OVS)

Всемирный атлас языковых структур насчитывает всего 15 языков с начальной позицией объекта, из них 11 языков с базовым порядком OVS. К ним относятся, в том числе, языки хишкарьяна (Бразилия), шингу-асурини (Бразилия), кубео (Колумбия), мангарайи (Австралия) и другие.
Например, в хишкарьяна:
| (7) | toto                      | yahosɨye | kamara |
|     | человек                   | схватил  | ягуар  |
|     | O                         | V        | S      |
|     | 'Ягуар схватил человека'. |          |        |

Несмотря на то, что языки с базовым порядком OVS являются типологически редкими, такой порядок построения предложения встречается в языках со свободным порядком слов, например, в русском, см. пример выше. Интересно, что этот тип (как один из наиболее редко встречающихся), был избран для клингона, языка вымышленной инопланетной расы из сериала «Стар Трек», что делает синтаксис этого языка непривычным для среднего американского или европейского зрителя.

### Языки с базовым порядком OSV

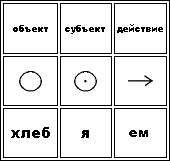
(OSV)

В WALS приведены четыре языка, относящиеся к типу OSV: кве (Южная Африка), надеб (Бразилия), тобати (Индонезия) и вик-нгатан (Австралия). М. Драйер приводит следующий пример из языка надеб:
| (8) | awad                    | kalapéé | hapʉ́h |
|     | ягуар                   | ребенок | видит |
|     | O                       | S       | V     |
|     | 'Ребенок видит ягуара'. |         |       |

Следует понимать, что выборка из 1377 не является абсолютно полной и представляющей все языки планеты, кроме того, многие языки из самой выборки описаны недостаточно, так что их отнесение к тому или иному типу зачастую может быть ошибочным. Помимо всего прочего, порядок OSV используется во многих языках с другими базовыми порядками в определённых синтаксических целях, к примеру, в английском языке, обычно в будущем времени или с союзом but, например, в предложениях «To Rome I shall go!» (рус. «В Рим я отправлюсь!»), «I hate oranges, but apples I’ll eat!» (рус. «Я ненавижу апельсины, но яблоки я съем!») и в определительном придаточном предложении, где прямым или косвенным дополнением является относительное местоимение (ср. «What I do is my own business»).
Такой порядок слов встречается в некоторых искусственных языках, например, в Teonaht, и часто выбирается изобретателями языков за его необычное звучание: подобный порядок составляющих использует персонаж магистр Йода из киноэпопеи «Звёздные войны».

## Частота порядка слов в языке (таблица)
«Коровы кушают траву» (коровы кушать трава):
| Порядок слов                                                                              | Пример порядка         | Процент языков | Процент языков | Примеры языков |
| ----------------------------------------------------------------------------------------- | ---------------------- | -------------- | -------------- | --- |
| SOV                                                                                       | «Коровы траву кушают.» | 45%            | 45             | Древнегреческий, Бенгальский, Бирманский, Хинди/Урду, Японский, Корейский, Латинский, Персидский, Санскрит, Тамильский, Телугу, Турецкий, и так далее. |
| SVO                                                                                       | «Коровы кушают траву.» | 42%            | 42             | Китайский, Английский, Французский, Хауса, Итальянский, Малайский, Португальский, Испанский, Суахили, Тайский, Вьетнамский, и так далее.               |
| VSO                                                                                       | «Кушают коровы траву.» | 9%             | 9              | Библейский иврит, Классический арабский язык, Филиппинский, Ирландский, Мāори, Туарегско-берберский, Валлийский                                        |
| VOS                                                                                       | «Кушают траву коровы.» | 3%             | 3              | Фиджийский, Малагасийский, Кекчи, Терена |
| OVS                                                                                       | «Траву кушают коровы.» | 1%             | 1              | Хишкарьяна, Урарина |
| OSV                                                                                       | «Траву коровы кушают.» | 0%             |                | Тобати, Варао |
| Распределение порядка слов в языках, исследованных Расселом С. Томлином в 1980-х годах () |                        |                |                | |

## Языки с двумя базовыми порядками составляющих
Для некоторых языков определение базового порядка составляющих по методике, описанной выше, невозможно, поэтому во Всемирном атласе языковых структур существует отдельная карта для языков, в которых выделяются два доминирующих порядка. Выделены пять комбинаций: SOV или SVO (29 языков), VSO или VOS (14 языков), SVO или VSO (13 языков), SVO или VOS (8 языков) и SOV или OVS (три языка).
Основания постулировать в языке два равнозначных порядка ещё более размытые, чем в случае с одним базовым порядком, а получаемая в результате типология обладает меньшей предсказательной силой, поскольку не учитывает отношения между якобы равнозначными порядками в языках. Группы получаются весьма разнородными, поскольку в разных языках условия варьирования порядков могут различаться и контролироваться как семантикой и прагматикой предложения, так и формальным синтаксическим контекстом, как в немецком языке (его относят к языкам SOV/SVO), см. пример Драйера:
| (9) | a) | [Der                                                       | Lehrer] | trink-t   | [das | Wasser]. |                  |
|     |    | DEF                                                        | учитель | пить-3SG  | DEF  | вода     |                  |
|     |    | 'Учитель пьет воду'.                                       |         |           |      |          |                  |
|     | б) | [Der                                                       | Lehrer] | ha-t      | [das | Wasser]  | getrunken.       |
|     |    | DEF                                                        | учитель | иметь-3SG | DEF  | воду     | пить. PAST.PTCPL |
|     |    | 'Учитель выпил воду'. (досл. 'Учитель имеет воду выпитой') |         |           |      |          |                  |

Глагол, который несет личные показатели (смысловой, как в (9а) или служебный, как в (9б)), располагается на втором месте, поэтому, как отмечает Драйер, на уровне грамматики немецкий язык принадлежит к типу V2 (англ. verb-second), где глагол всегда располагается на втором месте, однако тот факт, что причастие смыслового глагола располагается после объекта, заставляет классифицировать немецкий как язык SOV/SVO.

## Языки с базовым порядком V2 (Verb Second)
При таком базовом порядке вторым членом повествовательного независимого и нейтрального предложения всегда является сказуемое. Порядок слов V2 встречается в германских языках, некоторых рето-романских языках, синтаксис типа V2 был также широко распространён в средневаллийском, а также французском (на определённой стадии его развития).
Существует два вида языков V2:
- Языки CP-V2 (например, шведский), разрешают изменение порядка слов только в главном предложении.
- Языки IP-V2 (например, исландский и идиш) разрешают изменение порядка слов также в придаточных предложениях.

Обозначения CP и IP происходят из теории генеративной грамматики, согласно которой существует особая часть речи — комплементайзер (C), которая в традиционной лингвистике в целом соответствует подчинительному союзу. В языках CP-V2 на его место перемещается сказуемое. Если оно уже занято союзом «что» (в придаточном предложении), изменение порядка слов запрещено. В языках IP существует позиция I, которая находится сразу после комплементайзера и никогда не занята (кроме как после перемещения типа V2), и поэтому изменение порядка слов в придаточных предложениях разрешено. Кашмири представляет собой третий, промежуточный тип, в котором разрешено изменение порядка слов в главном и объектно-сентенциональных придаточных предложениях, но не в определительном придаточном.
На ранних стадиях английский был языком типа V2, и сохранил некоторые остатки бывшей структуры. Она может встречаться:
- в фиксированных фразах: 'so am I'
- обстоятельственных временных оборотах: 'not once has he bothered to phone'
- в структурах типа 'I didn’t go and neither did he'.

Было показано, что в английском языке порядок слов раньше соответствовал схеме SVO вида IP-V2, а также, что такой порядок слов после небольших изменений мог развиться в простой тип SVO, к которому английский язык принадлежит в настоящее время.

## Объяснения и альтернативные классификации
Принцип классификации, предложенный Гринбергом, оказался не универсальным, поскольку в каких-то языках один из элементов S, V или O может располагаться в предложении свободно, в речи часто один из элементов может опускаться и нет возможности учитывать непереходные предложения. Американский лингвист Уинфред Леман первым обратился к альтернативной классификации по параметру VO/OV. Согласно его теории, этот порядок является главным среди всех прочих частных порядков и определяет их поведение: относящиеся к имени зависимые находятся со стороны имени, относящиеся к глаголу — со стороны глагола. Однако такой подход не предлагал объяснения, почему порядок зависимых от имени должен определяться именно по отношению к объекту (а не субъекту).
В публикации 1992 года М. Драйер показывает на выборке из 625 языков, распределенных по макроареалам, что существует немало частных порядков, для которых наблюдается статистически значимая корреляция с VO/OV (например, адлог и именная группа, артикль и существительное и др., хотя порядок существительного и зависимого прилагательного, а также нек. др., не коррелируют с VO/OV). Для объяснения фактов Драйером была выдвинута теория «направления ветвления» (Branching Direction Theory), согласно которой неветвящиеся (нефразовые) категории в отношении порядка ведут себя как V, а ветвящиеся (фразовые) — как O; все языки стремятся достичь состояния, когда все коррелирующие порядки построены одинаково, по модели VO или OV. Такая синтаксическая структура более предсказуема, поэтому, как предполагает Драйер, обрабатывается эффективнее и проще. Однако известно, что базовый порядок слов в языке может меняться (пример см. ниже), причем изменения эти могут происходить и в ходе языкового контакта; тогда, если бы все языки стремились к естественному упрощению синтаксической структуры, то, должно быть, давно его достигли, в то время как существует большое количество языков, не соответствующее идеальным типам.
В качестве примера языка, где изменялся базовый порядок составляющих, можно привести валлийский язык. Так, известно, что в древневаллийском языке были возможны в нейтральном контексте как предложения с порядком VSO (которые встречаются чаще), так и с порядком SVO. В средневаллийский период базовым был порядок V2, однако затем порядок V2 был утрачен, и в современном валлийском языке базовым является порядок VSO, а V2 сохранился только в определённых маркированных конструкциях, например:
| (10) | Ci                                   | a    | welodd | [y  | ffermwr]. |
|      | собака                               | PART | увидел | DEF | фермер    |
|      | O                                    |      | V      | S   |           |
|      | 'Собаку увидел фермер'. (а не кошку) |      |        |     |           |